# Ignasi Agudo i Clarà
Ignasi Agudo i Clarà (Saragossa, abril del 1880 - Eivissa, 1 de desembre del 1966) va ser un pintor, pianista i compositor eivissenc format a Barcelona.

## Biografia
Estudià les carreres de violí i piano a l'Escola Municipal de Música de Barcelona, va ser primer violí del Gran Teatre del Liceu (1934-1935) i compongué algunes peces d'extensió reduïda. També estudià a l'Escola de Belles Arts de la Llotja, i hi tingué com a professor de dibuix el professor José Ruiz Blasco (pare de l'insigne Picasso). Entre 1910 i 1936 es dedicà, a banda de la música ("eminente pianista" el considera el crític de La Vanguardia del 17.7.28, i consten en la premsa diverses actuacions com a pianista en l'emissora Ràdio Club de Catalunya el 1928), a la pintura (amb exposicions diverses entre el 1910 i el 1935), la il·lustració de llibres (Verdaguer L'Atlàntida Barcelona: Viuda de Luis Tasso, 1930) i a la literatura, publicant tretze novel·les a Alemanya.
Després del seu matrimoni amb la pintora Pura Ortí Pastor (25 de maig del 1936), i davant l'ambient agitat dels dies immediatament anteriors a la Guerra Civil, es traslladà amb la seva família a Eivissa. Fou nomenat professor de dibuix i pintura a l'Escola d'Arts i Oficis i decidí cursar la carrera de Belles Arts, cosa que feu posteriorment a València (anys 40). Demanà la jubilació anticipada a l'Escola d'Arts i Oficis, i es dedicà completament a l'ofici de pintor i a l'ensenyament particular del dibuix, amb alumnes com Vicent Calbet Riera, Paco Riera Bonet o Ferran Lorenzo Bofill. Paral·lelament mantingué a casa seva una tertúlia musical que donà lloc a un petit conjunt orquestral que hi efectuava recitals setmanalment.
Va ser un pintor d'estil figuratiu que, amb influències del romanticisme alemany, es dedicà principalment al paisatge i al retrat. Utilitzà gairebé amb exclusivitat l'oli sobre tela o sobre taula o cartó. D'entre la seva producció pictòrica es poden destacar les seves composicions fantàstiques, que combinen visions oníriques amb qüestions religioses, temes històrics o llegendes.

## Obres musicals
- A la Victoria (1928), marxa per a piano
- Boira del Monseny (1928), sardana per a piano
- La gatita negra (1906), sarsuela en un acte amb lletra de Josep Pastor Rubira,[2] música d'Ignacio Agudo (Begoña Gimeno Arlanzón en un treball atribueix aquesta obra a un Ignacio Agudo que hauria estat director de la Banda Municipal de Saragossa i primer clarinet en el Teatro Principal de la mateixa ciutat, i que el 1895 ja havia compost dues Misses, dues Salves, tres motets i altres peces de música religiosa, peces per a piano i ballables. La data d'estrena del 1906 seria compatible amb els dos Agudo)
- Triunfal (1928), vals